# Ethylpyrrolidone
Ethylpyrrolidone sind eine Stoffgruppe chemischer Verbindungen, die sich von dem gesättigten Stickstoffheterocyclus Pyrrolidin, der zusätzlich eine Carbonylgruppe enthält, ableitet. Durch die Substitution eines Wasserstoffatoms durch eine Ethylgruppe ergeben sich insgesamt acht Isomere, von denen sich vier aus dem Lactam 2-Pyrrolidon und vier weitere Isomere aus 3-Pyrrolidon ergeben.
Von praktischer Bedeutung ist lediglich 1-Ethyl-2-pyrrolidon, das technische Verwendung als hoch polares aprotisches Lösungsmittel findet.
| Gefahrensymbol | Gefahrensymbol |

| keine GHS-Piktogramme |